# 渡辺桃
渡辺 桃（わたなべ もも、2000年3月22日 - ）は、日本の女性プロレスラー。神奈川県相模原市出身。スターダム所属。血液型A型。

## 所属
- スターダム（2014年 - ）

## 来歴
2014年
- 11月5日、プロテスト合格[5][6]。
- 11月16日、新木場1stRING大会にて彩羽匠戦でデビュー。サソリ固めで敗戦[3]。
- 12月7日、ルーキー・オブ・スターダム2014初戦でクリス・ウルフを破り初勝利。次戦のHZK（後の葉月）に敗れる[7]。

2016年
- 11月20日、新木場大会にてタッグを組んでいた岩谷麻優を裏切り、紫雷イオのユニット「Queen's Quest」に加入。紫雷イオは、この裏切りはスターダムの時間差時限爆弾とし、予定されていたこととしている[8]。

2017年
- 1月7日、大阪・港区民センターにてQueen's Questと大江戸隊の間で、空位となっていたアーティスト・オブ・スターダム王座を争いこれに勝利。自身初のベルト戴冠となる。

2018年
- 5月23日、後楽園ホールにて、ワンダー・オブ・スターダム王座に挑戦。紫雷イオを破り、第12代王者となる。
- 6月17日、紫雷イオが退団したため、Queen's Questのリーダーとなる。

2019年
- 2月2日、京都・KBSホールにて、ワンダー・オブ・スターダム王座防衛戦でジェイミー・ヘイターと対戦。古傷の右膝を狙われて序盤は苦戦するが、中盤以降を持ち直し、最後は20分43秒にピーチサンライズでフォール勝ち。10度目の防衛に成功し、紫雷イオの最多防衛記録に並んだ[9]。

2020年
- 1月19日、後楽園大会において、岩谷麻優のワールド・オブ・スターダムの王座二度目の防衛戦に挑戦するも敗れる。敗戦後のリングで同じユニットのビー・プレストリーに不意打ちを受け裏切られる。ビーはQueen's Questを離脱し大江戸隊に加入。
- 11月8日、エディオンアリーナ大阪大会で、AZMと共にジュリア＆舞華組を破り第10回ゴッデス・オブ・スターダム タッグリーグ戦優勝。
- 12月20日、エディオンアリーナ大阪大会にて、同門 林下詩美の持つワールド・オブ・スターダム王座に挑戦するも敗れる。

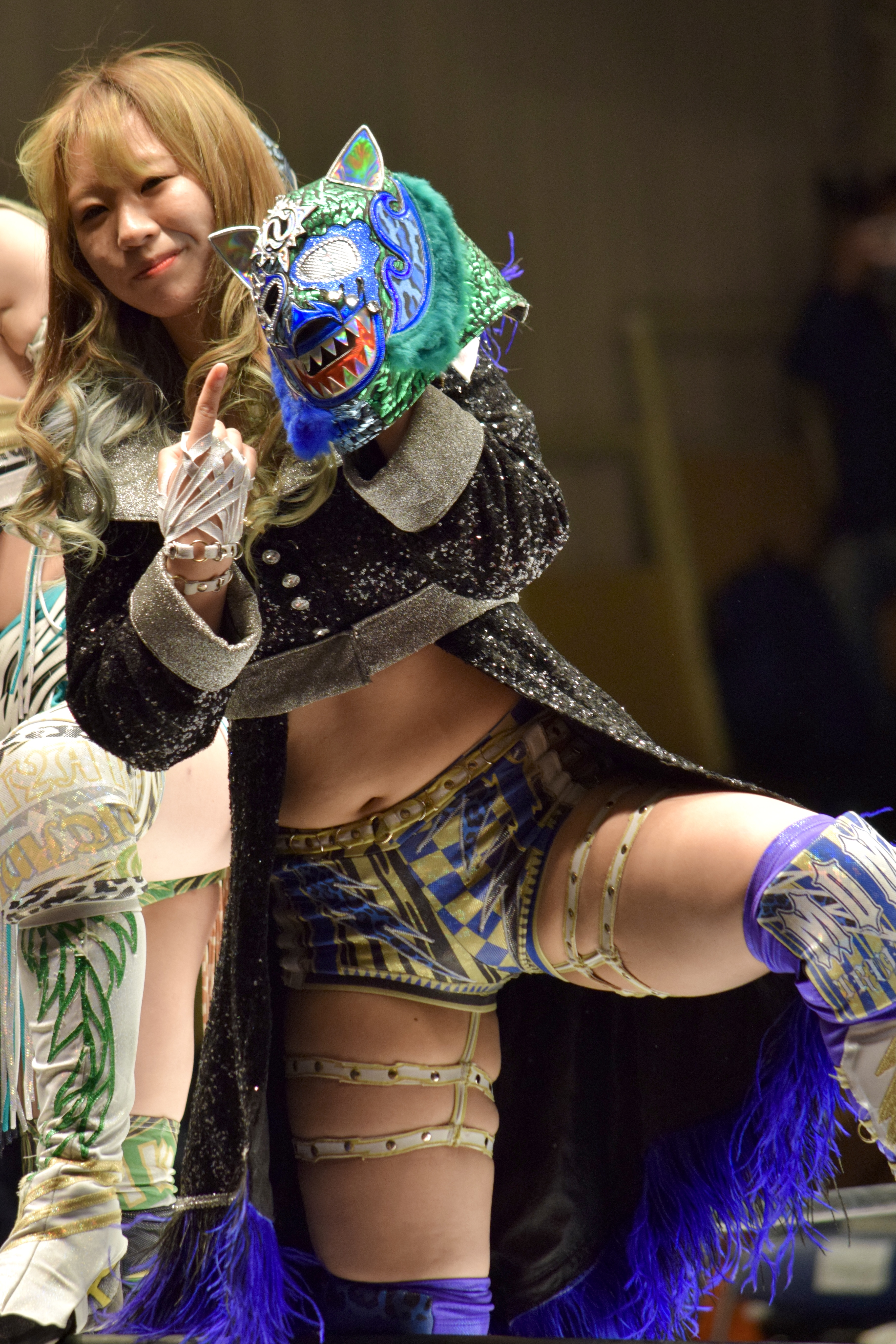
2021年
- 9月4日、5日、新日本プロレスの埼玉・メットライフドーム大会2連戦、どちらもダークマッチにて上谷沙弥と共に出場。
- 9月25日、5★STAR GP 2021にて勝ち点1位としてレッド・スターズ代表となる。優勝決定戦ではブルー・スターズ代表の朱里に敗れ、惜しくも準優勝となる。
- 12月18日、エディオンアリーナ大阪大会にて、スターライト・キッドと敗者ユニット強制移動キャプテンフォールマッチで闘うも、試合途中に同じユニットのAZMを裏切り自ら敗者となり大江戸隊に移動しヒールターンした。

2023年
- 2月4日、ワンダー・オブ・スターダム選手権にて上谷沙弥に敗れ、同タイトルの最多連続防衛記録を失う。
- 6月25日、Queen's Questと大江戸隊とのユニット抗争により行われることになった「敗者強制ユニット脱退ケージマッチ」において、Queen's Questの上谷沙弥の裏切りを誘うも失敗。試合後、エスケープ出来ずに敗戦した鹿島沙希が大江戸隊から追放された[10]。

2024年
- 6月22日、「Queen's Quest vs 大江戸隊完全決着最終章 最終敗者以外４人、ユニット追放イリミネーションマッチ」にて試合途中に刀羅ナツコを裏切り、Queen's Questの上谷沙弥と一時的に共闘を見せるも再度、上谷沙弥を裏切る二重の裏切り行為により古巣とのユニット対決に勝利する[11]。
- 7月23日、テクラとのタッグで、朱里・小波組が持つゴッデス・オブ・スターダム王座戦に挑戦。試合途中の小波の裏切りにより勝利し、第34代王座を戴冠する。
- 7月28日、刀羅ナツコが大江戸隊を解散して立ち上げた新ヒールユニット「H.A.T.E.」に所属を移行。
- 8月30日、新日本プロレスの米ワシントン大会にてAEWのメルセデス・モネが持つSTRONG女子王座に挑戦するも破れる。[12]
- 9月27日、センダイガールズプロレスリングの新宿大会に琉悪夏と組みH.A.T.E.としての初の対外試合に出場。[13]
- 10月13日、ワールド女子プロレス・ディアナの後楽園ホール大会に出場し梅咲遥とシングルマッチにて対戦。[14]
- 11月17日、『Historic X-over Ⅱ ～新日本プロレス×STARDOM合同興行にて岩谷麻優とのIWGP女子選手権に敗れる。[15]
- 12月29日、STARDOM DREAM QUEENDOM 2024 両国国技館大会、ゴッデス・オブ・スターダム王座防衛戦にて羽南＆飯田沙耶組に敗れタイトルを失う。

2025年
- 1月5日、WRESTLE DYNASTY 東京ドーム大会において、International Women’s Cup（海外３団体代表との4wayマッチ）に勝利。[16]
- 3月9日（現地時間）、AEW Revolution ロサンゼルス大会においてメルセデス・モネが持つAEW・TBS王座に挑戦するも敗れる。[17]

## 得意技
テキーラ・サンライズ
左腕をチキンウィングに固めた形で、自分の右腕をハーフネルソン風に回した上で相手の右手首も掴んで頭部脇にロック、そのまま後方へ反り投げホールドする。投げっ放し式（ホイップ式）も使用する。開発者は尾崎魔弓。
ピーチ・サンライズ（変形テキーラ・サンライズ）
背後から相手の右腕をハーフネルソンで捕らえながらリストクラッチし、さらに左腕を相手の股下でクラッチして後方へ反り投げるテキーラ・サンライズの進化版。2018年5月23日後楽園ホール大会におけるワンダー・オブ・スターダム王座・対紫雷イオ戦で初披露。当時同王座の絶対的王者だった紫雷イオ攻略の為に編み出したオリジナル技であるが、技のヒントはその紫雷イオ自身が与えたもの。
ピーチサンダー
ピーチ・サンライズの形でクラッチして担ぎ上げ、マスキュラーボムのように落とす。2021年7月31日、横浜武道館で行われた「5★STAR GP 2021～開幕戦Day-1～」のvs岩谷麻優にて初披露。この時点では名前は決まっておらず「変形ボム」としていたが、同9月16日の後楽園ホール大会にて技名が正式決定。
Fクラッシュ
肩の上に相手を乗せるようにして担ぎ上げ、左右に振って、スクラップ・バスターで叩きつける。
蒼魔刀
仰向けになった相手の上半身を引き起こして尻餅をつかせた状態にして相手と距離をとって助走してジャンプしながら両膝を突き出すように両膝を折り畳み、突き出した両膝を相手の顔面目掛けて叩き込む。ランニング式の他、コーナーからのダイビング式も使用。上述のテキーラ・サンライズ習得までは主にフィニッシャーとして使用していた。
ブレーンバスター
抱え上げずに反り投げる高速型
コンプリート・ショット
スイングDDT
ミドルキック
ハイキック
エルボー
スリー・アミーゴス
クラッチを離さず3連続で投げるブレーンバスター。
ドロップキック
裏投げ
チキンウイングフェースロック
Bドライバー
タックルで相手を担ぎ上げてから、両足を脇に固定しなおして真っ逆さまに落とす。タッグパートナーだった開発者の美闘陽子引退に伴い継承した。

### その他（反則技）
バット（凶器）
プラスチック製だが自身がソフトボール経験者でもあることから強烈なフルスイングで相手にダメージを与える。
スパナレンチ（凶器）
自身のシューズのレガースに仕込み、その部分で相手を蹴る。

## タイトル歴
スターダム
- 第12代ワンダー・オブ・スターダム王座
- 第15代、第23代、第34代ゴッデス・オブ・スターダム王座
  - 第15代、パートナーは林下詩美
  - 第23代、パートナーはスターライト・キッド
  - 第34代、パートナーはテクラ
- 第11代、第22代、第27代アーティスト・オブ・スターダム王座
  - 第11代は、with 紫雷イオ&HZK
  - 第22代は、with 林下詩美&AZM
  - 第27代は、with 鹿島沙希&スターライト・キッド
- STARDOM Cinderella tournament優勝（2018年）
- GODDESSES OF STARDOM優勝（2018年、2020年）
  - 2018年、 パートナーは林下詩美
  - 2020年、 パートナーはAZM

## 入場テーマ曲
- LiveDeviL

現在のテーマ曲。大江戸隊加入後から使用。
- That was super fun

2021年9月4日から使用。
- Dark Peach
- Fresh!

## 人物
- プロレスを始める前は小学校1年生の頃からソフトボールをしており[22]、中学生の頃に県大会で3位となる。
- 家族全員プロレス好きという一家で育つ[22]。13歳の時にプロレスやりたいと親に行った時も即OKで、スターダムにも両親が連絡をとってくれたという[22]。男子のプロレスで観ていたのは主にDRAGON GATEだった[22]。
- QQを裏切り、大江戸隊に所属したビー・プレストリーにマイクアピールなどで「ワタナベモモ、イチバンショッパイ！」と罵られることが非常に多く、桃がその場にいなかったり流れと全く関係なくてもオチとして何故か執拗に罵られるのが定番となり、ビーの決め台詞のようになっていた。しかしビーがスターダムからの離脱が発表された際、謝罪とともに「イチバントモダチ」として言われ、詩美と共に抱擁し別れを惜しんだ。